# Нгуен Фе-де
Нгуен фе-де (вьет. Nguyễn Phế Đế, тьы-ном 阮廢帝) (1 ноября 1847, Хюэ, Династия Нгуен — 29 ноября 1883, Хюэ, Династия Нгуен) — 6-й император Вьетнама из династии Нгуен, правивший с 30 июля по 29 ноября 1883 года.
Поскольку был свергнут, получил прозвание фе-де (phế đế; ср. китайское Фэй-ди, 廢帝; буквально: «свергнутый император»). Правил под девизом Ты-дык (вьет. Tự-đức, тьы-ном 嗣德), объявленным императором Нгуен Зук-тонгом. 28 января 1884 года должен был вступить в силу новый девиз Хиеп-хоа (вьет. Hiệp-hòa, тьы-ном 協和), но до наступления этого дня фе-де был свергнут.
Личное имя — Хонг Зат (вьет. Hồng Dật, тьы-ном 洪佚). Титулы до вступления на престол — Ванланг-конг (Văn Lãng Công, с 1865 г.), Ланг-куокконг (Lãng Quốc Công, с 1879 г.)

## Жизнеописание
Хьеп Хоа (1883—1884) пошёл на соглашение с французами.
Разгром вьетнамских войск у Тхуанана и подписание соглашения от 25 августа 1883 г. явились серьезным военным и политическим поражением Вьетнама. Несмотря на это, силы сопротивления в стране не были сломлены, и война вступила в новый этап.
Осенью 1883 г. ставленник капитулянтской группы — император Хьеп Хоа был свергнут. На трон был посажен Кьен Фук.